# Rumplestitchkin
Rumplestitchkin is een Belgische rockband.

## Geschiedenis
De Brusselse rockgroep nam zijn eerste demo op met de hulp van Will Tura die de groep binnenloodste bij Studio Caraïbes. Tura kende zanger Thomas Devos, die de zoon is van Vera Coomans. In 1998 stootte de band door naar de finale van Humo's Rock Rally, maar moest de duimen leggen voor Das Pop, Nothing Bastards en Fence.

## Bezetting
- Thomas De Vos: stem en gitaar
- Olivier Onclin: slagwerk
- Wim Van Driessche: bass
- Koen Maesmans: gitaar en keyboard

## Discografie[3]

### Albums
- Rumpletstitchkin (2000)
- Small-Time Hero (2003)
- Somersault (2005)

### Singles
- Dwergen (2000)
- Honey's Dull (2004)
- Voodoo Smile (2003)
- Oh Lord (2003)
- Kissing Disease (2003)
- Rag time (2006)
- Hush hush (2006)
- Consider it done (2007)